# Моята тайна
Моята тайна (на испански: Mi secreto) е мексиканска теленовела, режисирана от Луис Едуардо Рейес и Рубен Нелиньо Акоста и продуцирана от Карлос Морено Лагийо за ТелевисаУнивисион през 2022 г. Адаптацията, написана от Марта Карийо и Кристина Гарсия, с литературна редакция от Фернандо Гарсилита и Мария Иван Санчес, е базирана на мексиканската теленовела Пристигнала е натрапница, създадена от Мариса Гаридо през 1974 г. Продукцията е разделена в две части.
В главните роли са Макарена Гарсия, Диего Клейн, Исидора Вивес, Андрес Байда, Кариме Лосано и Артуро Пениче, а в отрицателните – Клаудия Рамирес, Фернандо Сиангероти, Крис Паскал и Солкин Рус.

## Сюжет
Валерия е принудена да приеме самоличността на най-добрата си приятелка Наталия, която смята за мъртва, за да избегне влизането в затвора за престъпление, което не е извършила. Докато свиква с новата си реалност, Валерия постоянно страда от страха да не бъде разкрита от семейството на Наталия, от полицията, но най-вече от Матео, мъжът, когото обича и който не знае, че тя е самозванка.

## Актьори
- Макарена Гарсия – Валерия Бернал
  - Ана Паула Качуа – Валерия (дете)
- Диего Клейн – Матео Миранда
  - Николас Вияграна – Матео (дете)
- Кариме Лосано – Даниела Естрада
- Артуро Пениче – Ернесто Ласкурайн
  - Фабиан Чавес – Ернесто (млад)
- Исидора Вивес – Наталия Угарте Монкада
  - Валентина Галиано – Наталия (дете)
- Андрес Байда – Родриго Карвахал Риверо
  - Родриго Варгас – Родриго (дете)
- Фернандо Сиангероти – Алфонсо
  - Куно Бекер – Алфонсо (млад)
- Клаудия Рамирес – Федра Еспиноса де Угарте
  - Лиси Мартинес – Федра (млада)
- Алма Делфина – Елена Мендоса
  - Еванхелина Соса – Елена (млада)
- Луис Фелипе Товар – Иларио Миранда
  - Алехандро Валенсия – Иларио (млад)
- Ванеса Бауче – Кармен Риверо де Карвахал
  - Шарон Гаян – Кармен (млада)
- Луис Фернандо Пеня – Хоакин Карвахал
- Ерик дел Кастийо – Отец Давид
- Крис Паскал – Габино Окампо
- Ана Паула Мартинес – Констанса Карвахал Риверо
- Даниела Мартинес – Мелиса Риберол
- Лаура Вигнати – Инес Гусман Боланьос
- Маурисио Абуларах – Бермудес
- Лало Паласиос – Луис Агире Мендоса
  - Хорхе Аланис – Луис (дете)
- Адриан Ескалона – Едуардо Карвахал Риверо
  - Икер Валин – Едуардо (дете)
- Росио Рейна – Фабиола Карвахал Риверо
  - Косет Еспарса – Фабиола (дете)
- Сусана Хименес – София
- Руи Родриго Гайтан – Хулиан
- Рамсес Алеман – Икер Карера
- Алехандра Хурадо – Хуана
- Артуро Виналес – Фелипе
- Солкин Рус – Тони
- Алехандра Андре – Алварес
- Фернандо Мансано – Дуарте
- Ана Лайевска – Мариана Монкада де Угарте
- Ерик Гарсия Рохас – Лусио
- Хуан Луис Ариас – Хавиер
- Присила Солорио – Габриела
- Матео Камачо – Еухенио
- Паола Тойос – Таня
- Ейми Никол – Ицел

## Премиера
Премиерата на „Моята тайна“ е на 12 септември 2022 г. по „Лас естреяс“. Последният 120. епизод е излъчен на 24 февруари 2023 г.
| Година | Излъчване              | Брой епизоди | Премиера          | Премиера         | Финал            | Финал            |
| Година | Излъчване              | Брой епизоди | Дата              | Зрители (в млн.) | Дата             | Зрители (в млн.) |
| ------ | ---------------------- | ------------ | ----------------- | ---------------- | ---------------- | ---------------- |
| 2022   | понеделник-петък 16:30 | 120          | 12 септември 2022 | 2.5              | 24 февруари 2023 | 3.3              |

## Продукция
През февруари 2022 г. е съобщено, че Карлос Морено ще продуцира нова версия на теленовелата от 1974 г. Пристигнала е натрапница, с работно заглавие Самозванката. На 15 юни 2022 г. са обявени Макарена Гарсия, Исидора Вивес, Диего Клейн и Андрес Байда, които ще изпълняват главните роли, а заглавието е променено на Моята тайна. Записите на теленовелата започват на 4 юли 2022 г.

## Версии
- Пристигнала е натрапница (оригинална история), мексиканска теленовела от 1974 г., режисирана от Маноло Гарсия и продуцирана от Валентин Пимстейн за Телевиса, с участието на Жаклин Андере и Хоакин Кордеро.
- Vida Roubada, бразилска теленовела от 1983 г., продуцирана от Система Бразилейро де Телевисао, адаптирана от Раймундо Лопес, с участието на Сузи Камачо и Фаусто Роча.
- Откраднат живот, мексиканска теленовела от 1991 г., продуцирана от Карлос Сотомайор за Телевиса, с участието на  Ерика Буенфил и Серхио Гойри.